# Generativní gramatika

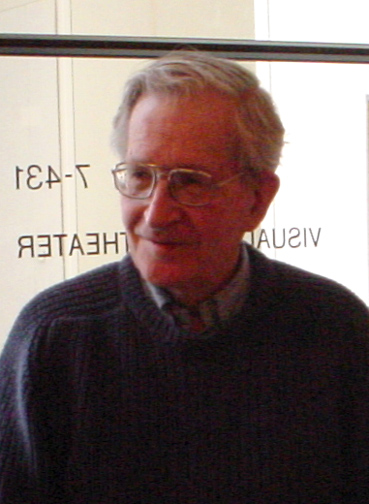
Noam Chomsky, zakladatel generativní gramatiky.

Generativní gramatika je směr lingvistiky, který má mnoho různých škol. Všem těmto školám je společná snaha o formální přesnost a axiomatickou výstavbu teorie, podobně jako v přírodních vědách (matematika, fyzika). Generativní gramatika nechce být pouhým induktivním popisem posbíraných vět jako korpusová lingvistika, nýbrž snaží se vysvětlit, jakým způsobem se děti dokážou naučit používat jazyk svých rodičů tak rychle, jak se tomu normálně při akvizici přirozeného jazyka děje. Zakladatelem generativní gramatiky je Noam Chomsky.
V teorii formálních jazyků se termín generativní gramatika používá prakticky jako synonymum termínu formální gramatika.

## Vysvětlení pojmu
Generativní gramatika rozšířila kritéria empirické správnosti výzkumu o nový druh dat. Podle generativní jazykovědy by jazykovědné bádání nemělo ustrnout pouze u popisné katalogizace jazykových dat (taxonomie). Pro pokrok jazykovědy jsou důležité nejen autentické či korektní věty, ale i věty zkonstruované a záměrně nesprávné jako např. věta „Koho jste pozvali Karla“, kde je porušen princip přidělování sémantických rolí zvaný „theta kritérium“. Právě pochopením důvodu, proč je to negramatická věta, postupuje poznání gramatického systému.
Nálepka „generativní“ v názvu tohoto směru pochází od prvního, dnes již opuštěného, záměru jazykovědců popsat jazykovou kompetenci rodilého mluvčího jako úplný systém pravidel, který by dokázal vytvořit (generovat) veškeré gramaticky správné věty daného jazyka a jenom tyto věty. Kdyby systém pravidel napsaný jazykovědcem nebyl schopen generovat některé věty přirozeného jazyka, které kompetentní rodilí mluvčí považují za správné, nebyl by úplný. Kdyby naproti tomu generoval i gramaticky nesprávné věty, byl by to empirický důkaz toho, že obsahuje nějakou chybu. Autoři tradičních mluvnic až na malé výjimky nepostupovali generativním způsobem, nýbrž spoléhali se na to, že čtenář je už zkušený uživatel jazyka, který si některé otázky vůbec neklade.
Jazykovědci, kteří rozvíjejí generativní gramatiku, se nazývají generativisté. Generativisté studují jazyk jako přírodní objekt, nikoli jako atribut lidské subjektivity.

## Kritika Generativní gramatiky
Kritikem této teorie je americký lingvista a vysokoškolský pedagog Daniel Everett, argumentující brazilským jazykem pirahã, o němž se na základě svojí aktivní znalosti domnívá, že nesplňuje podmínku tzv. rekurze.